# ناحیه سربند
ناحیهٔ سربند (به تاجیکی: Ноҳияи Сарбанд) یکی از ناحیه‌های اداری ولایت ختلان است که در جنوب کشور تاجیکستان جای دارد و مرکز این ناحیه، جماعت سربند است.
بر پایهٔ آمار سال ۲۰۰۲ میلادی، این ناحیه ۱۴٫۱۶۸ نفر جمعیت داشته‌است.

## تقسیمات
جماعت‌های این ناحیه بشرح زیر است:
- گلستان
- وحدت